# Jastrabá
Jastrabá (węg. Karvaly) – wieś gminna (słow. obec) na środkowo-zachodniej Słowacji, w kraju bańskobystrzyckim, w powiecie Żar nad Hronem. Powierzchnia: 10,824 km², 542 mieszkańców (31.12.2016).

## Położenie
Jastrabá leży w dolince prawostronnego dopływu Ihráčskiego Potoku, w tej części Gór Kremnickich, która na słowackich mapach figuruje jako Jastrabská vrchovina, ok. 10 km na południowy wschód od Kremnicy. Centrum wsi leży na wysokości 415 m n.p.m., a jej obszar rozciąga się od 321 m n.p.m. (w dolinie Ihráčskiego Potoku) do 683 m n.p.m. (szczyt dominującej nad wsią od północnego zachodu Jastrabskiej Skały). Przez wieś biegnie lokalna droga z Bartošovej Lehôtki w dolinie Kremnickiego Potoku do wsi Trnavá Hora w dolinie Hronu.

## Historia
Znaleziska archeologiczne z terenu wsi potwierdzają ciągłość osadnictwa od późnego neolitu do końca doby rzymskiej. Pierwsze wzmianki o wsi (pod nazwą Bezstrebe) pochodzą z 1487 r. Później występowała jako Istrebe (1559), Jastreby (1773) czy Jastrabie (1920). Pierwotnie była w rękach arcybiskupów ostrzyhomskich, w 1776 r. na mocy decyzji cesarzowej Marii Teresy przeszła na własność nowego biskupstwa bańskobystrzyckiego.
W 1601 r. wieś miała młyn i 61 domów, w 1715 r. liczyła 40 poddanych, a w roku 1828 – 67 domów i 427 mieszkańców. W 1867 r. we wsi założono szkołę. Mieszkańcy zajmowali się uprawą roli i pasterstwem, a w okresie letnim wędrowali do prac polnych na Nizinę Węgierską i do Austrii. Podstawowymi roślinami uprawnymi były owies, żyto, jęczmień, fasola, bób, groch, kapusta, buraki pastewne, od początku XIX w. również ziemniaki i koniczyna. Od 1818 r. przez 3 lata na terenie Jastrabej wydobywano niewielkie ilości węgla. W latach 1869–1872 wielu mieszkańców znalazło zatrudnienie przy budowie linii kolejowej ze Zwolenia do Vrútek, która przebiega tuż powyżej górnego końca wsi, a później na kolei. W 1890 r. we wsi panowała cholera, a latem 1910 r. część jej zabudowy zniszczył wielki pożar.
W okresie tłumienia słowackiego powstania narodowego faszyści zajęli wieś 8 września 1944 r. Po trzytygodniowych walkach pozycyjnych Jastrabá została wyzwolona z ich rąk przez armię rumuńską 31 marca 1945 r.
W latach powojennych mieszkańcy pracowali na kolei, w założonej w 1959 r. miejscowej spółdzielni rolniczej oraz w zakładach przemysłowych Kremnicy, Zwolenia i Żaru nad Hronem.

## Zabytki
- Kościół katolicki, parafialny, pod wezwaniem św. Michała Archanioła, z ostatniego dziesięciolecia XIII w. Murowany z kamienia, jednonawowy. Pierwotnie gotycki, później przebudowywany w stylu późnorenesansowym (XVII w.) i barokowym (XVIII w.). We wnętrzu dwa boczne ołtarze późnorenesansowe, z 1672 r., pozostałe wyposażenie w większości barokowe z XVIII w. Na wieży gotycki dzwon.
- Kapliczka przydrożna św. Jana Nepomucena z końca XVIII w., późnobarokowa.

## Postacie związane z miejscowością
We wsi żyli i pracowali ksiądz Karol Anton Medvecký (1875–1937) – znany historyk, etnograf i publicysta oraz Peter Tomkuljak (1838–1894) – publicysta i zbieracz ludowych pieśni.